# Хамитов, Амир Махсудович
Амир Махсудович, Хамитов (род. 4 февраля 1975) — российский политический деятель, предприниматель. В 2003 году окончил Академию народного хозяйства при Правительстве Российской Федерации. 19 сентября 2021 года избран депутатом Государственной Думы VIII созыва, стал заместителем председателя комитета по физической культуре и спорту.
Из-за нарушения территориальной целостности и независимости Украины во время российско-украинской войны находится под персональными международными санкциями Европейского союза, Швейцарии, Великобритании, Японии, Австралии, Украины, США, Новой Зеландии, Канады.

## Награды
- Значок «Отличник физической культуры и спорта» (15 января 2025)[9][10]